# Heiligenkreuz im Lafnitztal
Heiligenkreuz im Lafnitztal (ungarisch Rábakeresztúr, Romani Kerestula, Kerestura) ist eine Marktgemeinde mit 1268 Einwohnern (Stand 1. Jänner 2024) im Bezirk Jennersdorf im Burgenland in Österreich.

## Geografie
Die Gemeinde liegt im südlichen Burgenland im Lafnitztal an der Grenze zu Ungarn. Der Markt liegt rund 15 Kilometer südöstlich von Fürstenfeld und zehn Kilometer südwestlich von Güssing. Im Ortsgebiet befindet sich auch der Grenzübergang Heiligenkreuz/Rábafüzes bei Szentgotthárd.
Über fünfzig Prozent der Fläche werden landwirtschaftlich genutzt, fast dreißig Prozent sind bewaldet. Fünfundzwanzig Hektar sind für die Ansiedlung von Betrieben gewidmet.

### Gemeindegliederung
Das Gemeindegebiet umfasst folgende zwei Ortschaften (in Klammern Einwohnerzahl Stand 1. Jänner 2024):
- Heiligenkreuz im Lafnitztal (833) samt Heiligenkreuzer Bergen, Neuheiligenkreuz und Schmalzgraben
- Poppendorf im Burgenland (435) samt Poppendorfer Bergen

Die Gemeinde besteht aus den Katastralgemeinden Heiligenkreuz im Lafnitztal und Poppendorf im Burgenland und ist dem Gerichtsbezirk Güssing zugeordnet.

### Nachbargemeinden
|              | Neustift (Bezirk Güssing)                   | Güssing (Bezirk Güssing) Inzenhof (Bezirk Güssing) |
| Eltendorf    | Kompassrose, die auf Nachbargemeinden zeigt | Ungarn                                             |
| Weichselbaum | Mogersdorf                                  |                                                    |

## Geschichte
Der Ort gehörte, wie das gesamte Burgenland, bis 1920/21 zu Ungarn (Deutsch-Westungarn). Seit 1898 musste aufgrund der Magyarisierungspolitik der Regierung in Budapest der ungarische Ortsname Rábakeresztúr verwendet werden.
Nach Ende des Ersten Weltkriegs wurde nach zähen Verhandlungen Deutsch-Westungarn in den Verträgen von St. Germain und Trianon 1919 Österreich zugesprochen. Der Ort gehört seit 1921 zum neu gegründeten Bundesland Burgenland (siehe auch Geschichte des Burgenlandes).
Marktgemeinde ist Heiligenkreuz im Lafnitztal seit 1971.

## Kultur und Sehenswürdigkeiten

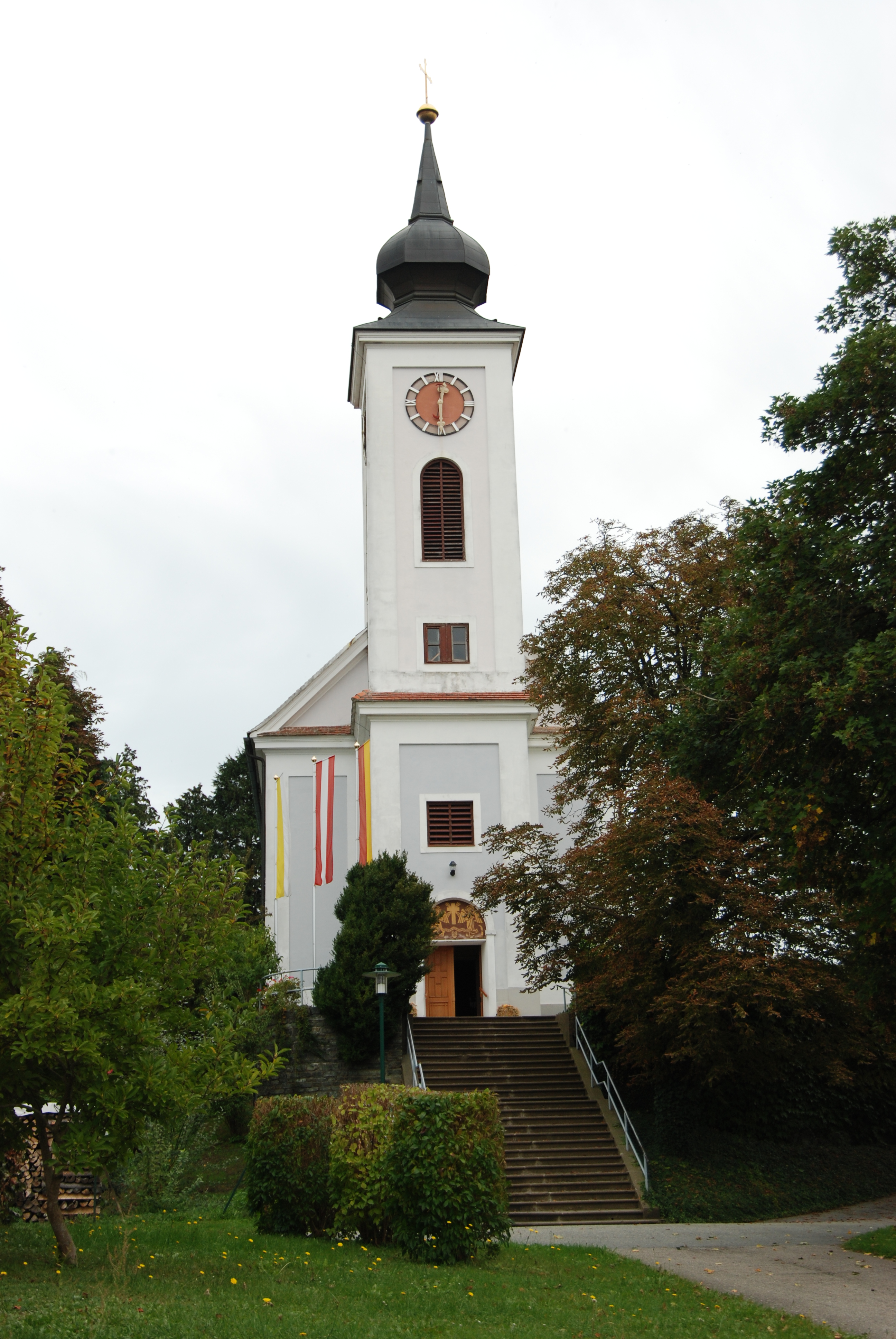
Pfarrkirche Heiligenkreuz im Lafnitztal

- Katholische Pfarrkirche Heiligenkreuz im Lafnitztal Zur Kreuzerhöhung

### Sport
- Fußballverein Heiligenkreuz (1. Klasse Süd)
- Tennisclub Heiligenkreuz
- Eisstockverein Heiligenkreuz

## Wirtschaft und Infrastruktur
In der Gemeinde gab es (Stand 2010) 69 Landwirtschaften, wovon neun Haupterwerbsbetriebe sind. Im Produktionssektor beschäftigten 27 Betriebe 422 Arbeitnehmer, über 350 mit der Herstellung von Waren. Der Dienstleistungssektor gab 230 Menschen Arbeit, jeweils knapp ein Drittel im Sektor Verkehr und soziale Dienste (Stand 2011).
Im Süden des Gemeindegebietes befindet sich der grenzüberschreitende Businesspark Heiligenkreuz/Szentgotthard. Er hat einen eigenen Bahnanschluss und ist Standort von rund zwanzig Firmen. Bedeutendster Arbeitgeber im Businesspark ist der österreichische Faserhersteller Lenzing AG mit 340 Beschäftigten. <Pressemeldung Salzburger Nachrichten 2022-09-07>
Heiligenkreuz im Lafnitztal liegt am Schnittpunkt der Gleisdorfer Straße B65 und der Güssinger Straße B57.

## Politik
Der Gemeinderat hat 19 Mitglieder.
- Mit den Gemeinderatswahlen im Burgenland 1997 hatte der Gemeinderat folgende Verteilung: 10 ÖVP, 6 SPÖ, 2 FPÖ, und 2 NL. JANISCH.
- Mit den Gemeinderatswahlen im Burgenland 2002 hatte der Gemeinderat folgende Verteilung: 10 ÖVP, 7 SPÖ, und 2 FPÖ.
- Mit den Gemeinderatswahlen im Burgenland 2007 hatte der Gemeinderat folgende Verteilung: 9 ÖVP, 6 SPÖ, 3 FBL, und 1 Grüne.
- Mit den Gemeinderatswahlen im Burgenland 2012 hatte der Gemeinderat folgende Verteilung: 10 SPÖ, 5 ÖVP, 3 FBL, und 1 Grüne.
- Mit den Gemeinderatswahlen im Burgenland 2017 hatte der Gemeinderat folgende Verteilung: 10 SPÖ, 6 ÖVP, und 3 FBL.[10]
- Mit den Gemeinderatswahlen im Burgenland 2022 hat der Gemeinderat folgende Verteilung: 9 SPÖ, 6 ÖVP, und 4 FBL.[11]

### Bürgermeister
- 1938–1941 Karl Wollinger
- 1941–1945 Albert Gibiser
- 1945–1946 Franz Rabel (ÖVP)
- 1946–1950 Franz Beutl (ÖVP)
- 1950–1954 Johann Mahr (ÖVP)
- 1954–1972 Johann Aufner (ÖVP)
- 1972–1986 Franz Mahr sen. (ÖVP)
- 1986–1990 Franz Mahr jun. (ÖVP)
- 1990–1997 Anton Takacs (ÖVP)
- 1997 Anton Györy (ÖVP)
- 1997–2007 Franz Mahr jun. (ÖVP)
- 2007–2012 Anton Györy (ÖVP)
- seit 2012 Eduard Zach (SPÖ)[12]

### Wappen
Das Wappen wurde am 13. Juni 1971 verliehen. Die offizielle Blasonierung lautet: „Im grünen Schild ein schwebendes silbernes Kreuz.“ Das Kreuz steht redend für den Ortsnamen. Die Gemeindefarben sind Grün und Silber. In der öffentlichen Darstellung (Außenbild der Gemeinde) ist kein Wappen mit heraldischem Wappenschild gebräuchlich, sondern ein Logo bzw. eine Gebrauchsgrafik. Eine Beschreibung der Gebrauchsgrafik könnte lauten: „In Grün ein schwebendes silbernes Tatzenkreuz.“

Heraldisch korrektes Wappen gemäß Blason
Heraldisch korrekte Tatzenkreuzvariante
Gebrauchswappen oder Logo

## Persönlichkeiten
- Karl Wollinger (1877–1945), Politiker und Mühlenbesitzer, setzte sich für den Anschluss der deutschsprachigen Gebiete West-Ungarns an Österreich ein
- Franz Beutl (1905–1971), Politiker und Landwirt
- Franz Kurz (1920–2003), Politiker und Landwirt
- Dietmar Kühbauer (* 1971), Fußballspieler